# (33532) Gabriellacoli
(33532) Gabriellacoli es un asteroide perteneciente al cinturón de asteroides descubierto por Luciano Tesi y Andrea Boattini desde el Observatorio Astronómico de las Montañas de Pistoia, en San Marcello Pistoiese, Italia, el 18 de abril de 1999.

## Designación y nombre
Gabriellacoli se designó inicialmente como 1999 HV2.
Posteriormente, fue nombrado en honor de Gabriella Coli (n. 1931) quien fue la maestra de escuela primaria del primer descubridor.

## Características orbitales
Gabriellacoli orbita a una distancia media de 2,320 ua del Sol, pudiendo alejarse hasta 2,581 ua y acercarse hasta 2,058 ua. Su inclinación orbital es 6,415 grados y la excentricidad 0,113. Emplea 1290,41 días en completar una órbita alrededor del Sol.

## Características físicas
La magnitud absoluta de Gabriellacoli es 14,97.Tiene 2,293 km de diámetro. Su albedo se estima en 0,443.